# Бертрам, Лаура
Лаура Морин Бертрам (англ. Laura Maureen Bertram, род. 5 сентября 1978) — канадская актриса, известная ролью Тренс Джемини в телесериале Андромеда.

## Биография
Бертрам родилась в Торонто, Онтарио и живёт в Ванкувере, Британская Колумбия. Она получила степень по истории в Университете Гвельф. У неё есть две младшие сестры — Хезер (род. 1981) и Дженнифер (род. 1984), которые также актрисы. В 1997 г. Бертрам была керамическим инструктором в Лагере Килько. Она также пела в канадском детском оперном хоре.
Её роли включают сериалы «Готовы или нет», «Боишься ли ты темноты?», «Сезоны любви». Славу актрисе принесли телесериал «Андромеда», где она сыграла Тренс Джемини, фильмы «Ночь торнадо» и «Дорогая Америка: Так далеко от дома».
Бертрам является лицензированным школьным учителем. Кроме того, она также учит молодых актёров на Biz Studio в Ванкувере.